# Hardwick (Massachusetts)
Hardwick – miasteczko (town) w hrabstwie Worcester, Massachusetts, Stany Zjednoczone, około 20 mil (32 km) na zachód od miasta Worcester. Liczyło 2990 mieszkańców w 2010. Obejmuje ono wsie Hardwick, Gilbertville i Wheelwright i Old Furnace.
Hardwick zostało założone w 1737 roku, które nazwano na cześć Philipa Yorke, Lorda Hardwicke angielskiego szlachcica. W 1762 roku generał Ruggles Timothy, jeden z czołowych torysów Nowej Anglii, wprowadził Hardwick Fair, dziś najstarsze coroczne targi w Stanach Zjednoczonych. W XIX w. w Hardwick rozbudowały się zakłady przemysłowe produkujące wyroby włókiennicze i papier, z których oba zaprzestały produkcji przed 1930. Miasteczko zachowało swój rolniczy charakter, tradycyjny w regionie. W Hardwick znajduje się Eagle Hill School, szkoła założona w 1967.

## Geografia
Według United States Census Bureau, miasto ma powierzchnię 40,8 mil kwadratowych (106 km²), z czego 38,6 mil kwadratowych (100 km²) przypada na ląd i 2,2 mil kwadratowych (5,7 km²) lub 5,51% obszary wodne. Hardwick było jednym z miast, które zyskały ląd przez budowę Zbiornika Quabbin. Zbiornik wodny przebiega w miejscowości wzdłuż dawnego wschodniego brzegu rzeki Swift, która kiedyś płynęła na północno-zachodnim skrajach Hardwick.